# 长度
长度是一维空间的度量，是国际单位制的七种基础度量之一。

## 概述
在几何体中长度通常指最长的一维。通常在量度二維空間中量度直線邊長時，稱呼長度數值較大的為長，不比其值大或者在「側邊」的為寬，而表達方式通常為長乘寬。所以寬度其實也是長度量度的一種，故此在三維空間中量度「垂直長度」的高都是长度。
在字典中，长度被解释为“两端之间的距离”。这个距离既可以是直线，也可以是曲线；既可以在平面上，也可以在三维空间中。
在广义的长度中，人们也用“长度”这一更形象的度量来表示其他抽象的度量（尤其是时间度量），但一般只用到长度相关的形容词而不会用长度度量的单位。如时间的长度、寿命长度等等。

## 长度的描述
通常，用“长”和“短”来大致形容长度的大小，如“长木棒”/“短木棒”。在特定范围也会用特定的形容词来表述，如表示地理距离用“远”和“近”，描述人的身高用“高”和“矮”，还有纸张厚度等等。本质上这些均为长度。同样其他度量用长度来表示也可以使用对应的形容词，如时间的长短等。
用形容词来描述长度均有一个相对的概念，没有哪个形容长度的词语是不成对出现的。有长才有短，有高就有矮。一个人跟某些人比可以称作高，但跟另一些人比可能又变为“矮”。用古语的话说，就是“尺有所短，寸有所长”，当然此成语已不局限于字面意义。

## 长度的单位
单位化的长度可以作为绝对的度量。作为日常生活中最重要的度量之一，长度的度量单位有很多种。
- 国际单位制中将米（符号m）作为标准单位[1]，因而“1米”有多长需要科学而严谨的定义。

最新一米定义于1983年国际度量衡大会重新制定，此次定义时使用了自然中随处可见的光，并且在70年代光速的测定已非常精确，所以最终定义为光在真空中行进299 792 458分之1秒的距离为一标准米。故此，一旦光速得到更精准的量度，改变的数值会是米而非光速。
与米相关的单位有很多，从相当于10-30m的亏米（qm）到千米（km）乃至吉米（Gm）均有各自的单位和换算方式。常用的长度单位则有：千米、米、厘米、毫米、微米、纳米。
早期的英里、英尺不与公制单位挂钩而是有另一套标准，但为了精确起见现已经将英制单位与公制挂钩了。另外，航海中常用海里，现已经改与公制挂钩，1海里为1.852千米。
汉语中，同样一个单位可能有不同的称呼，如中文公尺就是米，公分就是厘米，这些称呼在日常生活中也比较常见。
- 光年，指光在真空中一年時間内传播的距離。

- 秒差距，1秒差距= 3.2616 光年。

在台灣，「公分」等於厘米，即一百分之一米，而非「分」傳統意義的十分之一，原因是借用舊制的排列次序：里>引>丈>尺>寸>分>釐。日常生活只用到公里、公尺、公分、公釐，「公寸」則在例如《鐵路法》等法律條文中出現，「公引」、「公丈」則幾乎不使用。
| 古制單位         | 里 | 引   | 丈   | 尺 | 寸 | 分 | 釐 |
| ---------------- | -- | ---- | ---- | -- | -- | -- | -- |
| 台灣借用稱呼     |    | 公引 | 公丈 |    |    |    | 、 |
| 中國大陸對應稱呼 |    |      |      |    |    |    |    |

| 单位       | 长度          | 备注                                                                           |
| ---------- | ------------- | ------------------------------------------------------------------------------ |
| 普朗克长度 | 1.6 x 10−35 m | 光在真空传播一个普朗克时间中走过的距离，理论上為长度最小可测量量，无法再分割。 |
| 亏米(qm)   | 10-30m        |                                                                                |
| 柔米(rm)   | 10-27m        |                                                                                |
| 幺米(ym)   | 10-24m        |                                                                                |
| 仄米(zm)   | 10-21m        |                                                                                |
| 阿米(am)   | 10-18m        | 用于测量夸克的单位                                                             |
| 飞米(fm)   | 10-15m        |                                                                                |
| 皮米(pm)   | 10-12m        | 有时在原子物理学中称为微微米                                                   |
| 纳米(nm)   | 10-9m         | 相当于十亿分之一米                                                             |
| 微米(µm)   | 10-6m         | 红外线波长、细胞大小、细菌大小等的数量级                                       |
| 忽米(cmm)  | 10-5m         | 头发的厚度是5忽米；人类肉眼可观察的最小物体长度为10忽米                        |
| 毫米(mm)   | 10-3m         | 人类肉眼可观察的最小物体长度为0.1毫米                                          |
| 厘米(cm)   | 10-2m         |                                                                                |
| 分米(dm)   | 10-1m         | 标准 CD 的直径为1.2分米。                                                      |
| 米(m)      | 100m (1m)     | 光在真空中行进299 792 458分之1秒的距离                                         |

## 相对论中的长度
在人们主观意识中，在任何环境下同一个物体长度应该是不变的。但是在相对论理论体系中，长度与质量、时间等一样，具有相对性，取决于速度、位置等因素。

## 参阅
- 距离
- 曲线
- 面积
- 体积